# مارسل هوفمیر
مارسل هوفمیر (انگلیسی: Marcel Hoffmeier؛ زادهٔ ۱۵ ژوئیهٔ ۱۹۹۹) بازیکن فوتبال اهل آلمان است.